# Jakobskruid
Jakobskruid (Jacobaea) is een geslacht van plantensoorten, die tot de familie Asteraceae behoren. De soorten behoorden vroeger tot het geslacht kruiskruid (Senecio), maar zijn afgesplitst van dit geslacht op basis van plastide- en ribosomaalkernDNA (nrDNA)-onderzoek, waardoor het geslacht Senecio monofyletisch is geworden.
Het omwindsel heeft in de onderste helft twee of meer buitenomwindselbladen, die aan de top zwart zijn. Het aantal binnenomwindselbladen is gelijk aan of één hoger dan het aantal lintbloemen. De vruchtwand van het kort behaarde nootje is pappilleus, die van kruiskruid is glad.
De volgende soorten worden tot het geslacht jakobskruid gerekend:
- Jacobaea abrotanifolia (L.) Moench
- Jacobaea adonidifolia (Loisel.) Pelser & Veldkamp
- Jacobaea alpina (L.) Moench
- Jacobaea ambigua (Biv.) Pelser & Veldkamp
- Jacobaea andrzejowskyi (Tzvelev) B.Nord. & Greuter
- Jacobaea aquatica (Hill) G.Gaertn., B.Mey. & Scherb.
- Jacobaea argunensis (Turcz.) B.Nord.
- Jacobaea arnautorum (Velen.) Pelser
- Jacobaea auricula (Bourg. ex Coss.) Pelser
- Jacobaea boissieri (DC.) Pelser
- Jacobaea borysthenica (DC.) B.Nord. & Greuter
- Jacobaea buschiana (Sosn.) B.Nord. & Greuter
- Jacobaea candida (C.Presl) B.Nord. & Greuter
- Jacobaea cannabifolia (Less.) E.Wiebe
- Jacobaea cilicia (Boiss.) B.Nord.
- Jacobaea delphiniifolia (Vahl) Pelser & Veldkamp
- Jacobaea erratica (Bertol.) Fourr.
- Jacobaea erucifolia (L.) P.Gaertn., B.Mey. & Schreb.
- Jacobaea ferganensis (Schischk.) B.Nord. & Greuter
- Jacobaea gallerandiana (Coss. & Durieu) Pelser
- Jacobaea gibbosa (Guss.) B.Nord. & Greuter
- Jacobaea gigantea (Desf.) Pelser
- Jacobaea gnaphalioides (Sieber ex Spreng.) Veldkamp
- Jacobaea incana (L.) Veldkamp
- Jacobaea inops (Boiss. & Balansa) B.Nord.
- Jacobaea leucophylla (DC.) Pelser
- Jacobaea lycopifolia (Poir.) Greuter & B.Nord.
- Jacobaea maritima (L.) Pelser & Meijden
- Jacobaea maroccana (P.H.Davis) Pelser
- Jacobaea minuta (Cav.) Pelser & Veldkamp
- Jacobaea mollis (Willd.) B.Nord.
- Jacobaea mouterdei (Arènes) Greuter & B.Nord.
- Jacobaea ornata (Druce) Greuter & B.Nord.
- Jacobaea othonnae (M.Bieb.) C.A.Mey.
- Jacobaea paludosa (L.) G.Gaertn., B.Mey. & Scherb.
- Jacobaea persoonii (De Not.) Pelser
- Jacobaea samnitum (Nyman) B.Nord. & Greuter
- Jacobaea sandrasica (P.H.Davis) B.Nord. & Greuter
- Jacobaea schischkiniana (Sofieva) B.Nord. & Greuter
- Jacobaea subalpina (W.D.J.Koch) Pelser & Veldkamp
- Jacobaea trapezuntina (Boiss.) B.Nord.
- Jacobaea uniflora (All.) Veldkamp
- Jacobaea vulgaris Gaertn.